# Seznam rozhleden v Praze
Seznam rozhleden v Praze představuje výčet rozhleden a vyhlídkových věží, které se nachází v Praze.
Seznam neobsahuje stavby, které nebyly stavěny jako rozhledna, například věž Staroměstské radnice, Novoměstské radnice, Jindřišská či Staroměstská mostecká věž.

## Seznam
| Název                                                      | Obrázek | Galerie                                                                           | Výška (m) | Čtvrť                  | Kóta (m n. m.) | Geosouřanice                     | Stručný popis | Stav                                                         |
| ---------------------------------------------------------- | ------- | --------------------------------------------------------------------------------- | --------- | ---------------------- | -------------- | -------------------------------- | --- | ------------------------------------------------------------ |
| Astronomická věž                                           |         | Kategorie „Astronomical tower of Clementinum, Prague“ na Wikimedia Commons        | 52        | Staré Město            | 190            | 50°5′12″ s. š., 14°24′59″ v. d.  | Tato vyhlídková věž stojí od roku 1722 v areálu Klementina                                                                                             | Přístupná                                                    |
| Barrandovské terasy                                        |         | Kategorie „Barrandovské terasy“ na Wikimedia Commons                              | 15        | Barrandov              | 302            | 50°2′15″ s. š., 14°24′8″ v. d.   | Betonová rozhledna je součástí komplexu budov v jižní části Prahy.                                                                                     | Nepřístupná                                                  |
| Rozhledna v botanické zahradě v Praze-Troji                |         | Kategorie „Lookout tower (botanical garden in Prague-Troja)“ na Wikimedia Commons | 10        | Troja                  | 263            | 50°7′14″ s. š., 14°25′ v. d.     | Ocelová rozhledna v severní části areálu pražské botanické zahrady                                                                                     | Přístupná od 1. 4. do 31. 10. návštěvníkům botanické zahrady |
| Cibulka                                                    |         | Kategorie „Cibulka (tower)“ na Wikimedia Commons                                  | 13        | Košíře                 | 302            | 50°3′53″ s. š., 14°21′21″ v. d.  | Kamenná rozhledna stojí v parku Cibulka v Košířích. | Volně přístupná                                              |
| Doubravka XIV.                                             |         | Kategorie „Doubravka XIV.“ na Wikimedia Commons                                   | 24        | Černý Most             | 254            | 50°5′50″ s. š., 14°33′26″ v. d.  | Dřevěná rozhledna v lesoparku Čihadla | Volně přístupná                                              |
| Dům dětí a mládeže Modřany                                 |         | Kategorie „Observation tower in Modřany“ na Wikimedia Commons                     |           | Modřany                | 230            | 50°0′44″ s. š., 14°24′49″ v. d.  | Betonový komín kotelny s ocelovým schodištěm a vyhlídkovou plošinou u Domu dětí a mládeže v Praze 4 – Modřanech stojí na ulici Hermannova čp. 2016/24. | Nepřístupná                                                  |
| Lahovický most                                             |         | Kategorie „Observation towers at Lahovický most“ na Wikimedia Commons             | 9         | Lahovice               | 190            | 49°59′39″ s. š., 14°23′51″ v. d. | Dvě ocelové rozhledny stojí na Lahovickém mostě přes Berounku v Lahovicích.                                                                            | Volně přístupné                                              |
| Mlíkárna v Riegrových sadech                               |         | Kategorie „Observation tower Mlíkárna“ na Wikimedia Commons                       | 6         | Vinohrady              | 260            | 50°4′49″ s. š., 14°26′26″ v. d.  | Zděná restaurace s vyhlídkovou plošinou (výhled podobně jako u Cibulky zakrývají stromy)                                                               | Přístupná                                                    |
| Novomlýnská vodárenská věž                                 |         | Kategorie „Novomlýnská vodárenská věž“ na Wikimedia Commons                       | 42        | Nové město             | 190            | 50°5′32″ s. š., 14°25′42″ v. d.  | Dřívější vodárenská věž s vyhlídkovou terasou slouží po rekonstrukci jako vyhlídková věž a muzeum                                                      | Přístupná                                                    |
| Obora                                                      |         | Kategorie „Rozhledna Obora“ na Wikimedia Commons                                  | 19        | Troja                  | 225            | 50°7′8″ s. š., 14°24′5″ v. d.    | Dřevěná rozhledna stála v pražské zoologické zahradě.                                                                                                  | Odstraněna, bude nahrazena                                   |
| Petřínská rozhledna                                        |         | Kategorie „Petřínská rozhledna“ na Wikimedia Commons                              | 60        | Malá Strana            | 324            | 50°5′ s. š., 14°23′42″ v. d.     | Ocelová rozhledna stojí na návrší Petřín. | Přístupná                                                    |
| Rozhledna Sofie                                            |         |                                                                                   | 12,5      | Modřany                | 218            | 50°0′19″ s. š., 14°25′5″ v. d.   | Ocelová konstrukce. | Přístupná                                                    |
| Rozhledna Šiška                                            |         |                                                                                   | 11,5      | Břevnov                | 364            | 50°4′45″ s. š., 14°21′25″ v. d.  | Ocelová skořepinová konstrukce. | Přístupná                                                    |
| Velká jižní věž katedrály svatého Víta, Václava a Vojtěcha |         |                                                                                   |           | Hradčany, Pražský hrad |                |                                  | Kamenná věž - zvonice katedrály svatého Víta, Václava a Vojtěcha                                                                                       | Přístupná                                                    |
| Vyhlídkový altán na Vítkově                                |         | Kategorie „Vyhlídkový altán (Vítkov)“ na Wikimedia Commons                        |           | Žižkov                 | 250            | 50°5′19″ s. š., 14°26′52″ v. d.  | Postaven jako součást zahrady viniční usedlosti Hrabovka.                                                                                              | Přístupná                                                    |
| Vyhlídková věž v Sovových mlýnech                          |         |                                                                                   |           | Kampa, Malá strana     |                |                                  | Součást Musea Kampa. | Přístupná                                                    |
| Žižkovský vysílač                                          |         | Kategorie „Žižkov Television Tower“ na Wikimedia Commons                          | 216       | Žižkov                 | 258            | 50°4′52″ s. š., 14°27′4″ v. d.   | Železobetonový vysílač s vyhlídkovou plošinou stojí na návrší v Mahlerových sadech na Žižkově.                                                         | Přístupná                                                    |